# Bulbine lolita
Bulbine lolita là một loài thực vật có hoa trong họ Thích diệp thụ. Loài này được S.A.Hammer mô tả khoa học đầu tiên năm 2006.